# Межерицкий, Леонид Яковлевич
Леонид Яковлевич Межери́цкий (1930—2007) — советский, украинский и израильский художник, живописец, признанный мастер колорита.
Родился 11 декабря 1930 года в семье архитектора. Коренной одессит. Окончил Одесское государственное художественное училище в 1955 году, мастерская станковой живописи Д. М. Фруминой. Член Союза художников СССР и Союза художников Украины с 1971 года.
Работал преимущественно в технике масляной живописи в собственной живописной манере, опирающейся на колористические системы французского импрессионизма и постимпрессионизма. Некоторые специалисты выделяют в художнике в первую очередь особый дар портретиста. Тем не менее крупнейший корпус картин мастера относится к жанру пленэрного пейзажа, традиционному в южнорусской (одесской) школе живописи. Жанры портрета и натюрморта составляют примерно равное количество полотен.
Жил и творил художник большую часть жизни в Одессе. Часто предпринимал творческие поездки по Украине и по России, а с 1990-х годов — по Италии, Германии и Израилю, на севере которого, в Галилее, прожил последние восемь лет жизни. Израильский период творчества мастера включил в себя крупную серию пейзажей (более 60), несколько натюрмортов и один портрет.
Участник многих одесских областных, украинских республиканских и всесоюзных художественных выставок, в том числе Третьей общесоюзной выставки художников-маринистов 1961 года в Москве (последней этого статуса и направления в СССР). После 1970 года из принципиальных соображений отказывался, за редкими исключениями, от участия в официальных выставках. Лишь в 1997 году, перед переездом в Израиль, представил широкой публике свои работы на получившей отличную профессиональную и любительскую критику выставке в Одесском еврейском культурном центре. В 2000 году состоялась столь же резонансная персональная выставка живописца в Российском центре науки и культуры в Берлине (Германия). Впоследствии участвовал в групповых выставках живописи, проводившимися различными галереями Берлина, Люксембурга, Тель Авива.
Творчество художника-живописца представлено в собраниях государственных художественных музеев Украины, в частных коллекциях этой страны, США, Канады, Германии, Англии, Израиля и России. Несколько пейзажных произведений в 1973 году были приобретены одной из крупнейших в мире частной картинной галереей искусства XX века Геккосо (Япония) и экспонировались ею на зарубежных выставках советского искусства. Сюжетно-тематические картины, созданные в 1960-е — 1970-е годы по заказам Художественного Фонда СССР в стилистике живописного реализма с элементами «сурового стиля», можно встретить в актуальных каталогах галерей Украины и России.
Леонид Межерицкий ушёл из жизни 12 ноября 2007 года в Берлине после тяжёлой болезни. Похоронен на Еврейском кладбище в Вайсензе.